# Supercopa de Chile 2014
La Supercopa de Chile 2014 fue la 2º edición de la competición disputada entre los campeones de la Primera División de Chile y de la Copa Chile, correspondiente a la temporada 2014-15 del fútbol chileno.
Su organización está a cargo de la Asociación Nacional de Fútbol Profesional de Chile (ANFP), y a ella se clasifican 2 equipos: el campeón de la Copa Chile 2013-14 y el campeón del Torneo Apertura 2013, los cuales disputan el título a partido único.
El campeón fue O'Higgins, que con una victoria por 3-2 por penales ante Deportes Iquique, y tras haber empatado 1-1 en el tiempo reglamentario, se adjudicó su primer título de la Supercopa de Chile.

## Reglamento de juego
La Supercopa de Chile 2013 consistió en un único partido, jugado en cancha neutral, a disputarse en dos tiempos de 45 minutos, esto es, un tiempo reglamentario de 90 minutos en total.

### Criterios de desempate
Si ambos equipos terminaban empatados en goles, el partido se define mediante tiros desde el punto penal.

## Equipos participantes
Los equipos participantes, al igual que la primera edición, son los campeones de los 2 torneos más importantes de Chile (Copa Chile y Primera División) y se enfrentan en un único partido, en el Estadio San Carlos de Apoquindo de la ciudad de Santiago. Deportes Iquique clasificó tras ganar la Copa Chile MTS 2013-14, tras derrotar a Huachipato por 3-1, mientras que el equipo campeón de Primera División, que finalizó mejor posicionado en la tabla acumulada fue O'Higgins, que fue el campeón del Torneo de Apertura 2013, es el segundo equipo clasificado, para disputar este torneo.
| Equipo           | Entrenador      | Ciudad   | Estadio                     | Capacidad | Vía de clasificación              |
| ---------------- | --------------- | -------- | --------------------------- | --------- | --------------------------------- |
| O'Higgins        | Eduardo Berizzo | Rancagua | Estadio El Teniente         | 14.000    | Mejor Campeón 2013-14             |
| Deportes Iquique | Jaime Vera      | Iquique  | Estadio Tierra de Campeones | 12.000    | Campeón de Copa Chile MTS 2013-14 |

## Desarrollo
| 1          | POR        | Roberto González    |     |
| 8          | DEF        | Yerson Opazo        |     |
| 22         | DEF        | Mariano Uglessich   |     |
| 4          | DEF        | Benjamín Vidal      |     |
| 14         | DEF        | Nicolás Vargas      |     |
| 3          | DEF        | Albert Acevedo      |     |
| 6          | MED        | César Fuentes       |     |
| 2          | MED        | Braulio Leal        | 90' |
| 7          | MED        | Luis Pedro Figueroa |     |
| 13         | MED        | Gonzalo Barriga     | 59' |
| 9          | DEL        | Pablo Calandria     | 8'  |
| Entrenador | Entrenador | Eduardo Berizzo     |     |

| 1          | POR        | Rodrigo Naranjo   |     |
| 18         | DEF        | Leandro Delgado   | 57' |
| 8          | DEF        | Mauricio Zenteno  |     |
| 24         | DEF        | Rodrigo Brito     |     |
| 4          | DEF        | Nicolás Ortiz     | 90' |
| 5          | MED        | Rafael Caroca     |     |
| 7          | MED        | Santiago Romero   |     |
| 10         | MED        | Rodrigo Díaz      |     |
| 23         | DEL        | Walter Mazzolatti | 86' |
| 11         | DEL        | Manuel Villalobos |     |
| 15         | DEL        | Gerson Martínez   |     |
| Entrenador | Entrenador | Jaime Vera        |     |

| 15 | DEL | Diego Chaves   | 8'  |
| 11 | DEL | Gastón Lezcano | 59' |
| 16 | DEL | Osmán Huerta   | 90' |

| 17 | VOL | César Pinares      | 57' |
| 13 | MED | Jonathan Rebolledo | 86' |
| 3  | DEF | Rubén Taucare      | 90' |

| Anotado | 38' | Luis Pedro Figueroa | 1–1 |

| Anotado | 5' | Rodrigo Díaz | 0–1 |

| Yerson Opazo      | Acierto de penal | 1:0 |                  |                   |
|                   |                  | 1:0 | Fallo de penal   | Mauricio Zenteno  |
| Osmán Huerta      | Acierto de penal | 2:0 |                  |                   |
|                   |                  | 2:1 | Acierto de penal | Santiago Romero   |
| Diego Chaves      | Fallo de penal   | 2:1 |                  |                   |
|                   |                  | 2:1 | Fallo de penal   | César Pinares     |
| Nicolás Vargas    | Fallo de penal   | 2:1 |                  |                   |
|                   |                  | 2:1 | Fallo de penal   | Rodrigo Díaz      |
| Mariano Uglessich | Fallo de penal   | 2:1 |                  |                   |
|                   |                  | 2:2 | Acierto de penal | Manuel Villalobos |
| Luis Figueroa     | Acierto de penal | 3:2 |                  |                   |
|                   |                  | 3:2 | Fallo de penal   | Rodrigo Brito     |

| Amonestado | 36' | Nicolás Vargas |  |

| Amonestado | 13' | Rodrigo Brito    |  |
| Amonestado | 76' | Nicolás Ortiz    |  |
| Amonestado | 79' | Mauricio Zenteno |  |

| Expulsado | No Hubo |  |

| Expulsado | No Hubo |  |

| Árbitro             | Roberto Tobar     |
| Árbitros asistentes | Francisco Mondría |
| Árbitros asistentes | Juan Maturana     |
| Cuarto Árbitro      | Carlos Ulloa      |

| 1          | POR        | Roberto González    |     |
| 8          | DEF        | Yerson Opazo        |     |
| 22         | DEF        | Mariano Uglessich   |     |
| 4          | DEF        | Benjamín Vidal      |     |
| 14         | DEF        | Nicolás Vargas      |     |
| 3          | DEF        | Albert Acevedo      |     |
| 6          | MED        | César Fuentes       |     |
| 2          | MED        | Braulio Leal        | 90' |
| 7          | MED        | Luis Pedro Figueroa |     |
| 13         | MED        | Gonzalo Barriga     | 59' |
| 9          | DEL        | Pablo Calandria     | 8'  |
| Entrenador | Entrenador | Eduardo Berizzo     |     |

| 1          | POR        | Rodrigo Naranjo   |     |
| 18         | DEF        | Leandro Delgado   | 57' |
| 8          | DEF        | Mauricio Zenteno  |     |
| 24         | DEF        | Rodrigo Brito     |     |
| 4          | DEF        | Nicolás Ortiz     | 90' |
| 5          | MED        | Rafael Caroca     |     |
| 7          | MED        | Santiago Romero   |     |
| 10         | MED        | Rodrigo Díaz      |     |
| 23         | DEL        | Walter Mazzolatti | 86' |
| 11         | DEL        | Manuel Villalobos |     |
| 15         | DEL        | Gerson Martínez   |     |
| Entrenador | Entrenador | Jaime Vera        |     |

| 15 | DEL | Diego Chaves   | 8'  |
| 11 | DEL | Gastón Lezcano | 59' |
| 16 | DEL | Osmán Huerta   | 90' |

| 17 | VOL | César Pinares      | 57' |
| 13 | MED | Jonathan Rebolledo | 86' |
| 3  | DEF | Rubén Taucare      | 90' |

| Anotado | 38' | Luis Pedro Figueroa | 1–1 |

| Anotado | 5' | Rodrigo Díaz | 0–1 |

| Yerson Opazo      | Acierto de penal | 1:0 |                  |                   |
|                   |                  | 1:0 | Fallo de penal   | Mauricio Zenteno  |
| Osmán Huerta      | Acierto de penal | 2:0 |                  |                   |
|                   |                  | 2:1 | Acierto de penal | Santiago Romero   |
| Diego Chaves      | Fallo de penal   | 2:1 |                  |                   |
|                   |                  | 2:1 | Fallo de penal   | César Pinares     |
| Nicolás Vargas    | Fallo de penal   | 2:1 |                  |                   |
|                   |                  | 2:1 | Fallo de penal   | Rodrigo Díaz      |
| Mariano Uglessich | Fallo de penal   | 2:1 |                  |                   |
|                   |                  | 2:2 | Acierto de penal | Manuel Villalobos |
| Luis Figueroa     | Acierto de penal | 3:2 |                  |                   |
|                   |                  | 3:2 | Fallo de penal   | Rodrigo Brito     |

| Amonestado | 36' | Nicolás Vargas |  |

| Amonestado | 13' | Rodrigo Brito    |  |
| Amonestado | 76' | Nicolás Ortiz    |  |
| Amonestado | 79' | Mauricio Zenteno |  |

| Expulsado | No Hubo |  |

| Expulsado | No Hubo |  |

| Árbitro             | Roberto Tobar     |
| Árbitros asistentes | Francisco Mondría |
| Árbitros asistentes | Juan Maturana     |
| Cuarto Árbitro      | Carlos Ulloa      |

## Campeón
|                       |
| O'Higgins 1.er título |